# Vifolka härad
Vifolka härad är ett härad i Östergötland.
Häradets område motsvarar delar av Linköpings kommun och Mjölby kommun. Arealen mätte 294 km², varav land 289 och befolkningen uppgick 1920 till 7 368 invånare. Tingsstället var tidigt och mellan 1675 och 1724 Ljunga och från 1604 till 1681 Veta. 1725 till 1861 var tingsstället i Mjölby för att 1862-1863 vara Spångaholm och från 1864 Sya. 1924 placerades tingsstället återigen i Mjölby. 

## Namnet
År 1363 skrevs Wifolchahæradh. Detta betyder "de människors härad som har ett vi = "en helig plats", "en helgedom" eller dylikt. Översätts även "människor som har sin samlingsplats vid Vi(by)" alt. "vid".

## Geografi
Vifolka härad omfattade ett område som i huvudsak är beläget i nuvarande östra delen av Mjölby kommun. Dock ligger Västerlösa socken i Linköpings kommun. Största ort är Mantorp.
Området ligger omedelbart öster om Mjölby och är i norr en del av Östgötaslätten. Området övergår i söder i en småkuperad skogstrakt och ett skogigt bergsland som i häradsområdets sydligaste delar når en höjd av 197 m ö.h. I nordväst genomflyts området av Svartån, som har flera utbyggda vattenfall. I norr bildar ån häradets norra gräns mot Bobergs härad. I väster ligger Göstrings härad och i öster Valkebo härad samt Gullbergs härad där gränsen går rakt igenom Västerlösa by vilken var uppdelad i en västra- (Vifolka) och en östra holme (Gullberg).

### Socknar
Vifolka härad omfattade efter 1895 av följande socknar: 
I Mjölby kommun
- Herrberga socken
- Mjölby socken som 1920 ombildades till Mjölby stad, som inte hade en egen jurisdiktion
- Normlösa socken
- Sya socken
- Veta socken
- Viby socken

- Västra Hargs socken
- Östra Tollstads socken

I Linköpings kommun 
- Västerlösa socken

#### Socknar med delar i häradet före 1896 och socknar som upphörde före
- Sörby socken (uppgick i Mjölby socken 1791)
- Ulrika socken (delar som överförts från Västra Hargs socken)
- Rappestads socken (del till 1895)
- Malexanders socken (del till 1899)

## Län, fögderier, tingslag, domsagor och tingsrätter
Socknarna ingick i Östergötlands län. Församlingarna tillhör(de) Linköpings stift.
Häradets socknar hörde till följande fögderier:
- 1720-1899 Lysings, Dals och Aska fögderi för Hovs socken
- 1720-1899 Göstrings och Vifolka fögderi
- 1900-1917 Vifolka, Valkebo, Gullbergs fögderi
- 1918-1990 Mjölby fögderi

Västerlösa socken tillhörde mellan 1946 och 1952 Vadstena fögderi och från 1967 Linköpings fögderi, Normlösa socken från 1946 till 1967 till Vadstena fögderi, Herrberga socken från 1946 till 1952 till Vadstena fögderi.
Häradets socknar tillhörde följande tingslag, domsagor och tingsrätter:
- 1680-1923 Vifolka tingslag i 
  - 1680-1778 Kinda, Ydre, Valkebo och Vifolka häraders domsaga
  - 1778-1849 Vifolka och Valkebo häraders domsaga
  - 1850-1923 Vifolka, Valkebo och Gullbergs domsaga
- 1924-1970 Mjölby domsagas tingslag, från 1939 benämnd Folkungabygdens domsagas tingslag i Mjölby domsaga, från 1939 benämnd Folkungabygdens domsaga

Västerlösa socken bröts ur Folkungabygdens domsagas tingslag 1952 och tillhörde därefter till 1970 Linköpings domsaga med Linköpings domsagas tingslag
- 1971-2002 Mjölby tingsrätt och domsaga
- 2002- Linköpings tingsrätt och domsaga och från 1971 för Västerlösa socken

## Häradshövdingar
| Ämbetstid | Namn                                 | Levnadstid |
| --------- | ------------------------------------ | ---------- |
| 1399      | Jöns Jonsson (sågskura)              |            |
| 1415–1428 | Erengisle Albrektsson (båt)          |            |
| 1437      | Lars Bengtsson (snedbjälke)          |            |
| 1441      | Peter Jonsson (Bååt)                 |            |
| 1456–1488 | Lydeke Olofsson (Lydikasönernas ätt) |            |
| 1495      | Måns Hemmingsson                     |            |
| 1505–1508 | Peder Gjurdsson                      |            |
| 1526–1528 | Peder Svenske                        |            |
| 1534      | Esbjörn Jonsson                      |            |
| 1539–1543 | Måns Svensson (Somme)                | –1571      |
| 1544–1555 | Nils Eskilsson (Västgöte)            |            |
| 1559      | Knut Ingesson                        |            |
| 1564–1583 | Arvid Nilsson                        | –1583      |
| 1586–1594 | Nils Arvidsson (Gyllenållon)         | -1611      |
| 1593-     | Erik Nilsson Ryning                  | -1613      |
| 1594      | Tyge Gyllencreutz                    | –1625      |
| 1594–1611 | Nils Arvidsson (Gyllenållon)         | -1611      |
| 1612-1618 | Sven Somme                           | -1624      |
| 1618–1628 | Axel Hansson Kewenbringk             |            |
| 1628–1633 | Erik Månsson Ulfsparre               | –1633      |
| 1633–1638 | Isak Henriksson Silfverhielm         |            |
| 1639–1640 | Jakob Skytte                         |            |
| 1641–1642 | Olof Nilsson                         |            |
| 1643–1647 | Carl Olofsson Rosing                 |            |
| 1648–1652 | Carl Rosenstielke                    |            |
| 1653–1670 | Simon Depken                         |            |
| 1670–1679 | Johan Danielsson Röding              |            |
| 1679–1680 | Anders Wästfelt                      |            |
| 1680-1686 | Olof Hägerhjelm                      |            |
| 1686-1698 | Mauritz Ludvig Holst                 | 1636–1700  |
| 1698-1723 | Samuel Hytthon                       |            |
| 1724-1742 | Peter Hederhielm                     |            |
| 1743-1744 | Johan Broström                       |            |
| 1744-1747 | Jonas Ekman                          |            |
| 1747-1762 | Fredrik Otto Wrangel af Lindeberg    |            |
| 1763-1778 | Sigfrid Gahm                         |            |